# Xestia stigmatica
Xestia stigmatica là một loài bướm đêm thuộc họ Noctuidae. Nó được tìm thấy ở hầu hết châu Âu, Ngoại Kavkaz, Kavkaz, Kazakhstan, miền bắc Thổ Nhĩ Kỳ và miền bắc Iran.
Sải cánh dài 37–44 mm. Con trưởng thành bay từ vào tháng 8.
Ấu trùng ăn a variety of plants như Rubus fruticosus, Urtica dioica, Prunus spinosa, Primula và Betula.

## Hình ảnh

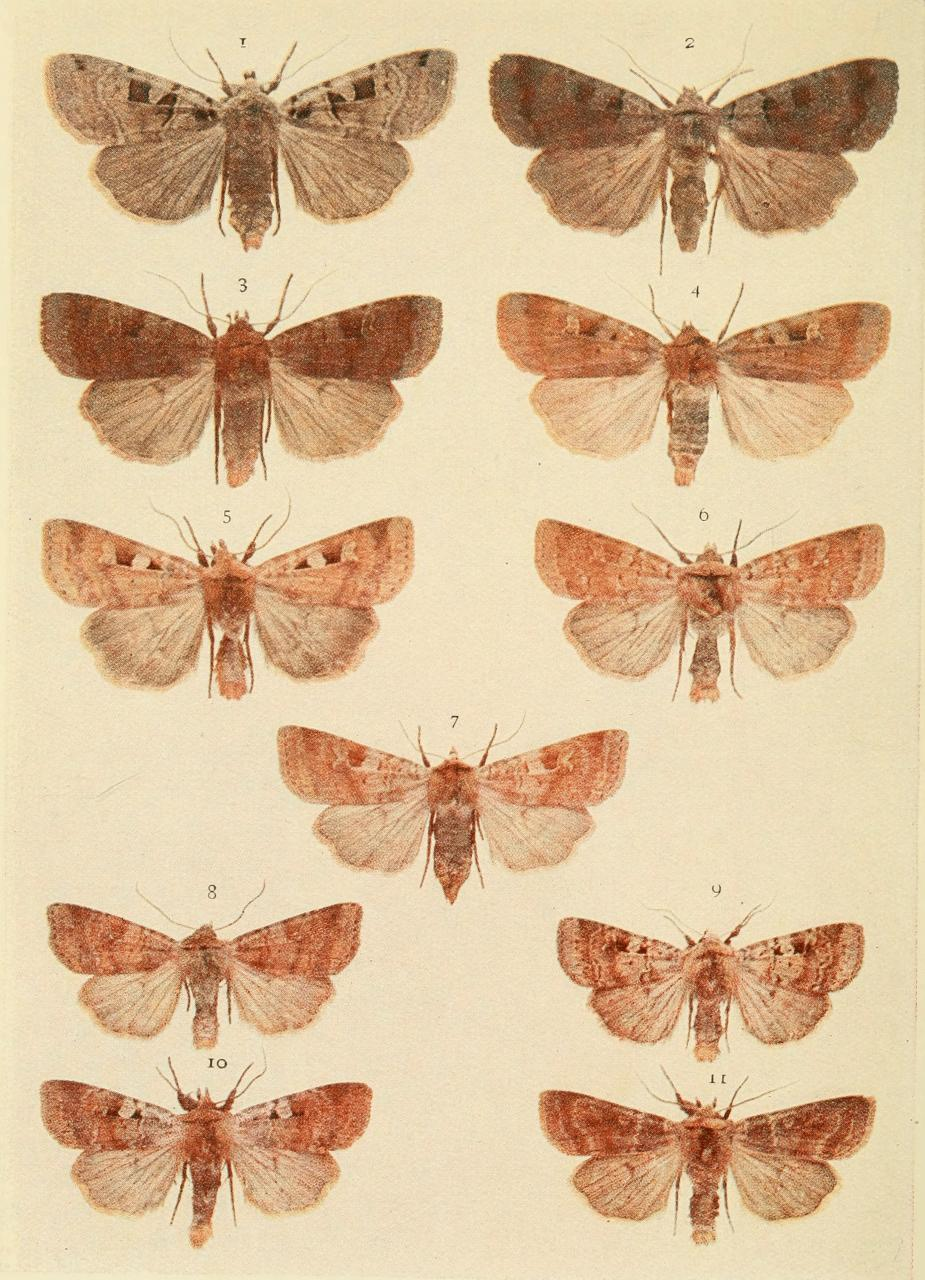